# Abel Matutes Juan
Abel Matutes Juan (Eivissa, Illes Balears, 31 d'octubre de 1941) és un empresari i polític retirat eivissenc del Partit Popular Balear, que fou Ministre d'Afers Exteriors en el primer govern de José María Aznar.

## Biografia
Va néixer el 31 d'octubre de 1941 a la ciutat d'Eivissa. Va estudiar dret i ciències econòmiques a la Universitat de Barcelona, esdevenint posteriorment professor d'economia política i d'hisenda pública d'aquesta mateixa universitat. Professor honorari de la Universitat de Buenos Aires i Doctor honoris causa per les universitats de Santiago de Xile i l'Autònoma de Madrid, també és membre honorari de l'Acadèmia Filipina de la Llengua Espanyola.
Al mateix temps que estudiava, va jugar com a futbolista professional en el RCD Espanyol.
L'any 1997 fou guardonat amb la Medalla d'Or de la Comunitat Autònoma de les Illes Balears.

## Activitat empresarial
Al llarg de la seva vida ha estat President de la Companyia Hotelera "Hoteles Matutes" i de l'Agrupació Hotelera Doliga. Així mateix fou el Director i President de la "Banca Abel Matutes".
Actualment és President del grup Matutes i propietari de Festa Hotels, a més dels vaixells que uneixen l'illa d'Eivissa amb la de Formentera.

## Activitat política

### Política espanyola
Inicià la seva activitat política sent alcalde franquista d'Eivissa el 1970 com a membre de Reforma Democrática, partit aliat amb Aliança Popular (AP), càrrec que ocupà fins al 1971.
Fou elegit senador al senat en les primeres eleccions democràtiques celebrades a l'Estat Espanyol el 15 de juny de 1977, repetint en el càrrec en les eleccions generals de 1979. El 18 de desembre d'aquell mateix any fou elegit vicepresident d'AP.
En les eleccions generals de 1982 fou escollit diputat al Congrés per la circumscripció de les Illes Balears, i abandonà el seu escó el gener de 1986.

### Política europea
El 1986 abandonà la política espanyola en ser nomenat membre de la Comissió Delors a l'entrada d'Espanya a la Unió Europea. Així entre 1986 i 1988 fou nomenat Comissari Europeu de Crèdit i Inversions; entre 1989 i 1992 fou nomenat Comissari Europeu de relacions amb el Mediterrani i Llatinoamèrica; i entre 1993 i l'abril de 1994 Comissari Europeu de Transport i Energia. Durant la seva gestió en la Comissió Europea va iniciar amb un procés de capacitació del gabinet d'aquest organisme per a crear mecanismes de diàleg, evitant frecs polítics entre els diferents representants.
Abandonà la seva responsabilitat en l'última comissió Delors per esdevenir eurodiputat al Parlament Europeu en les eleccions europees de 1994, esdevenint el President de la Comissió d'Assumptes Exteriors, Seguretat i Política de Defensa entre aquell any i 1996.

### Retorn a la política espanyola
Amb la victòria de José María Aznar en les eleccions generals de 1996 fou nomenat en la formació del seu primer govern Ministre d'Afers Exteriors. Durant la seva gestió com a Ministre d'Afers Exteriors va realitzar una visita oficial a Cuba, la qual cosa va constituir un fet històric, ja que seria el primer gest d'acostament entre el govern espanyol i el règim cubà. Posteriorment l'illa seria visitada per Miguel Ángel Moratinos, successor de Matutes, apostant per una restitució gradual de les relacions entre ambdós països. Referent a això Matutes va lloar la gestió del PSOE en donar continuïtat al projecte iniciat amb l'illa malgrat ser d'un partit històricament contrari.